# Carneirinho
Carneirinho es un municipio brasileño del estado de Minas Gerais, en la microrregión de Frutal. Su población estimada en 2008 por el IBGE era de 9.129 habitantes con un área de 2.061 km² y una densidad demográfica de 4,10 hab/km². Está situado a 470m de altitud en relación con el nivel del mar, siendo que el relieve tiene topografía caracterizada por superficies planas ligeramente onduladas, típicas de la región de la meseta Central del Brasil. La temperatura media anual es de 30 °C. La precipitación pluvial media de los últimos 10 años es de 1.450 mm con 120 días de lluvias concentradas.
Se encuentra situado en la confluencia de los ríos Grande y Paranaíba.

## Galería

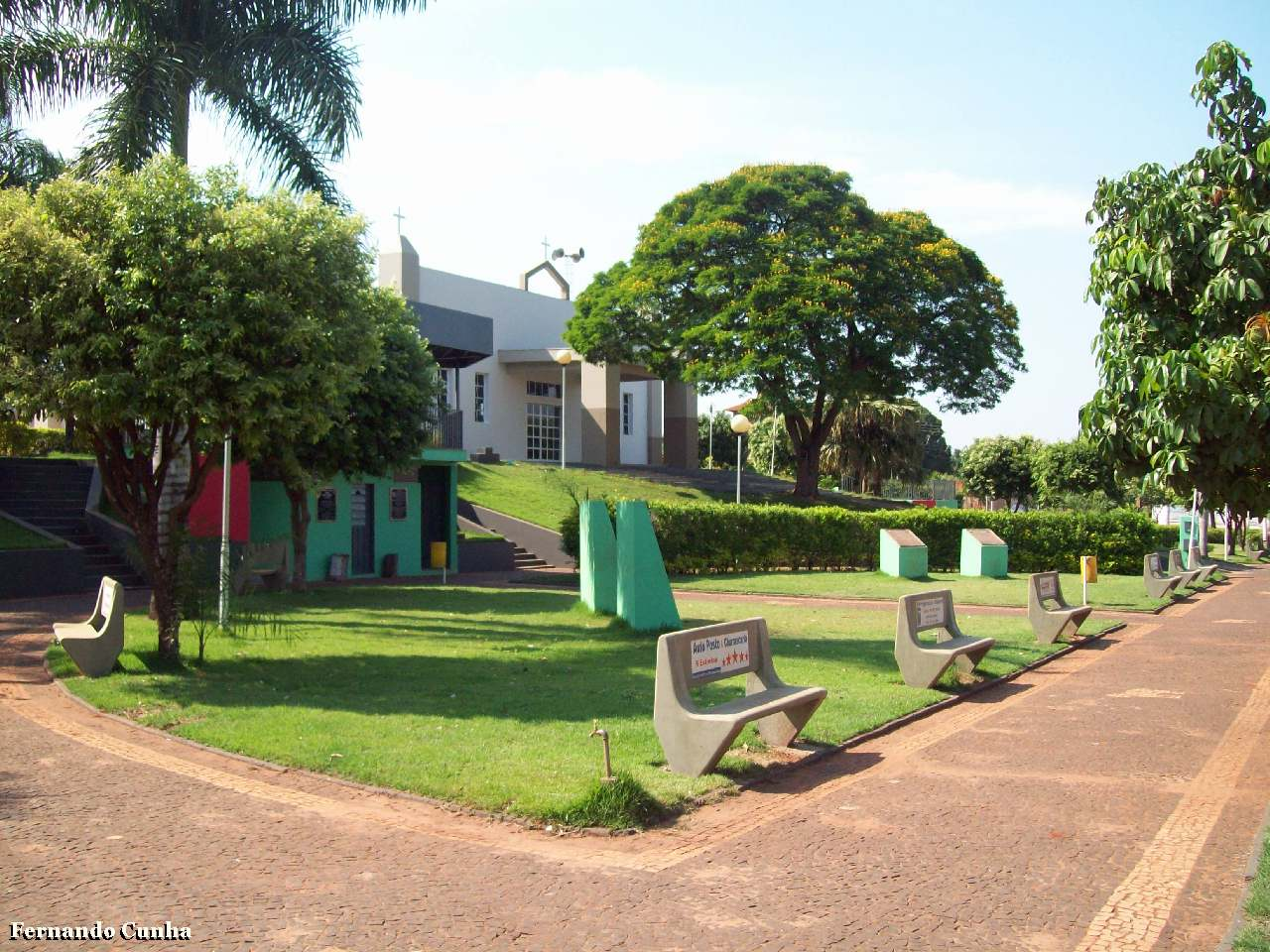
Iglesia de Nuestra Señora Aparecida
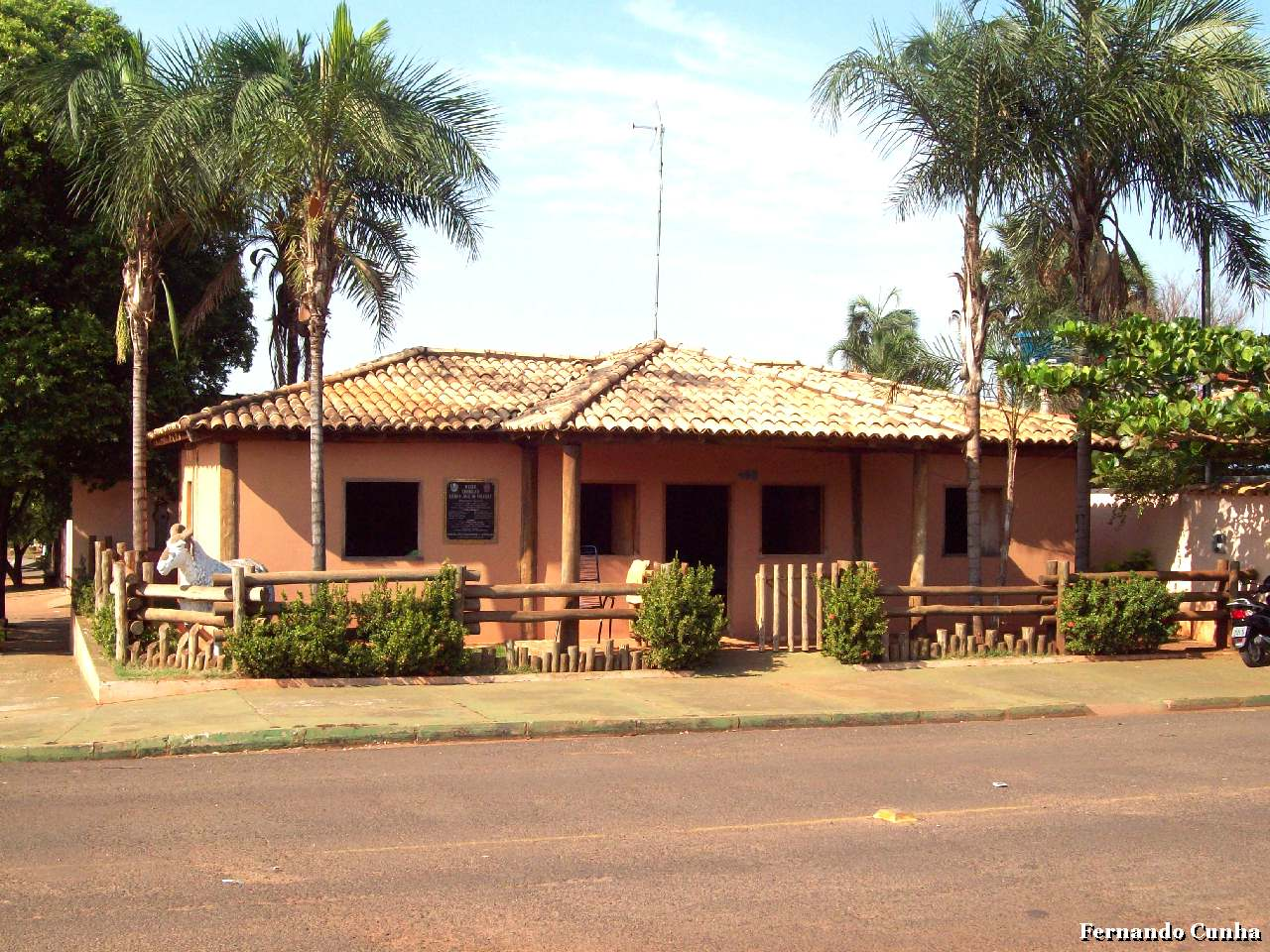
Primera casa de la ciudad de Carneirinho, hoy un Museo Municipal.
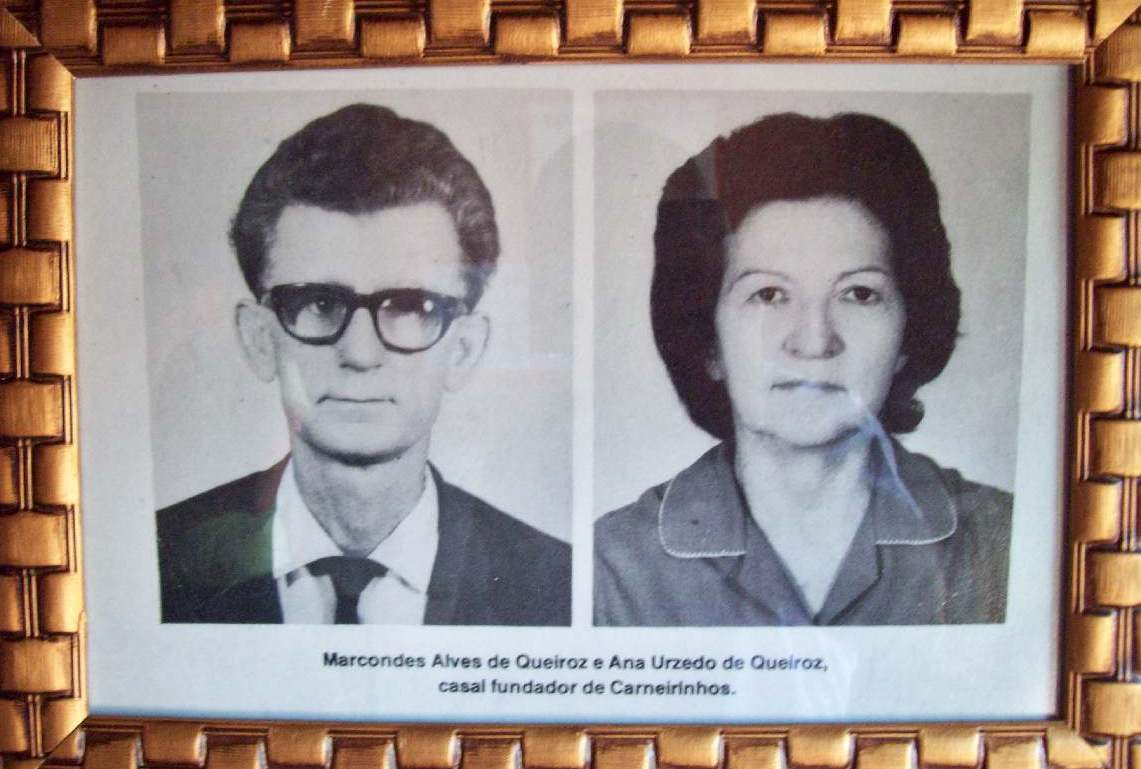
Marcondes Alves de Queiroz y Ana Urzedo de Queiroz, casal fundador de la ciudad de Carneirinho
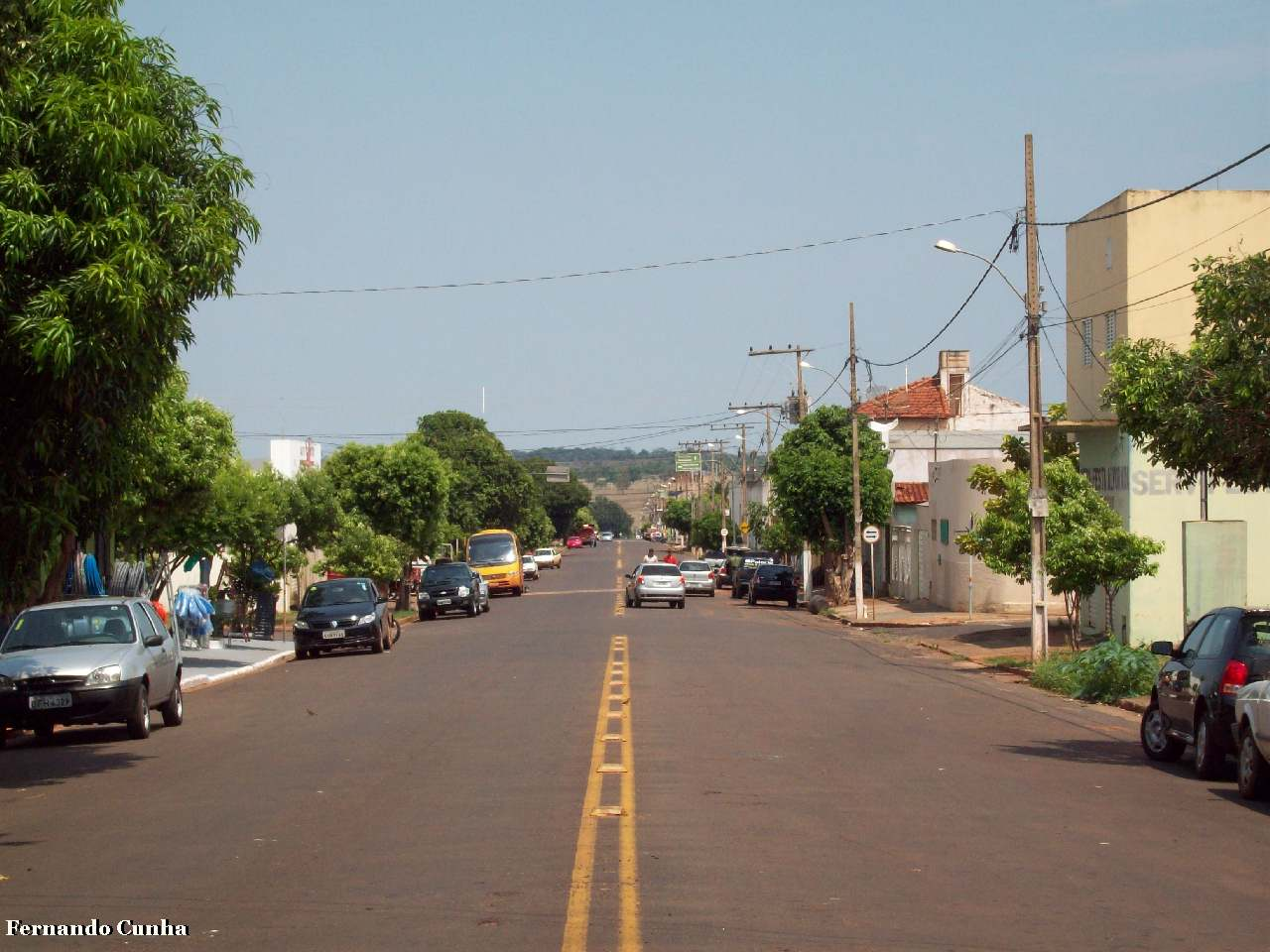
Calle Dr.Ulysses Guimarães
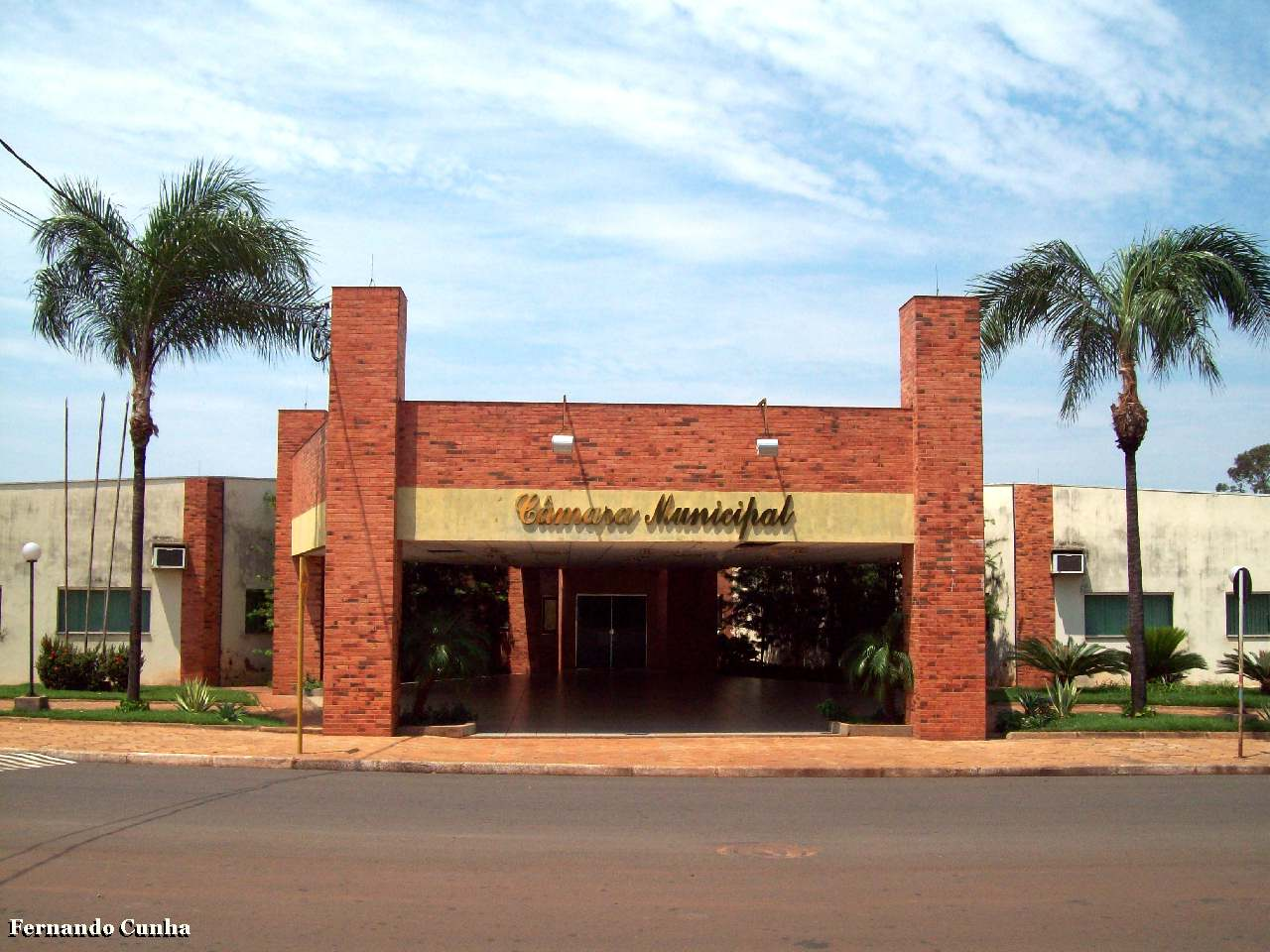
Cámara de los Concejales de Carneirinho